# Interbrush

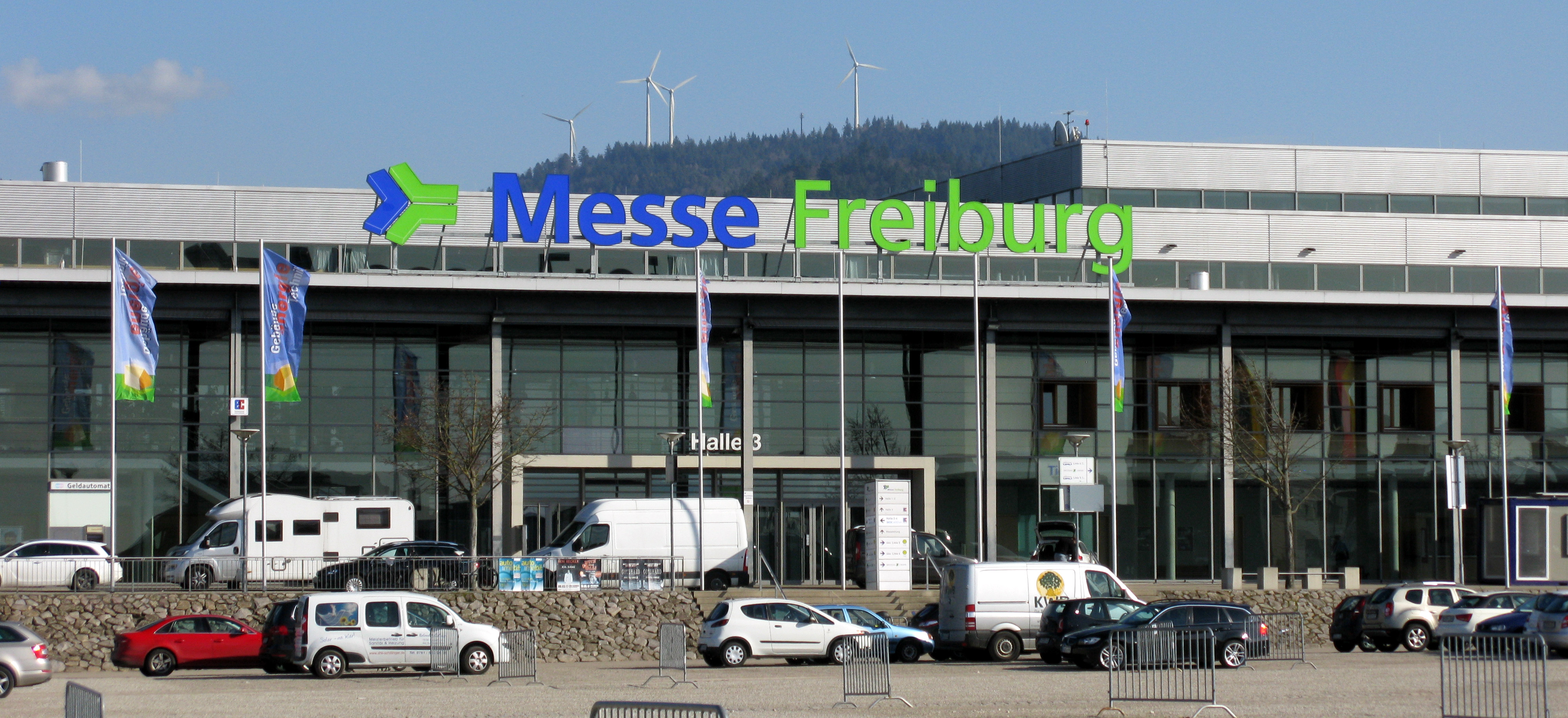
Messe Freiburg

Die Interbrush (Eigenschreibweise interbrush) war bis 2016 die weltweit führende Fachmesse für Rohstoffe, Borsten, und Maschinen zur Herstellung von Bürsten, Pinsel, Farbroller und Mopps. Sie wurde von der Messe Freiburg veranstaltet.

## Geschichte
Seit 1960 gab es in Freiburg regelmäßige Branchentreffen der Bürsten- und Pinselindustrie. Hintergrund war, dass die Produktion von Bürsten und Besen im Südschwarzwald traditionell sehr verbreitet war und der Marktführer für Bürstenmaschinen Zahoransky auch aus der Gegend kam. Die erste Messe fand 1977 unter dem Namen Interbrossa statt. Geplant war ein dreijährlicher Turnus. Dieser wurde nach der zweiten Messe 1980 in einen vierjährlichen Modus umgewandelt.
Wegen der Covid-19-Pandemie wurde die für Mai 2020 geplante Ausstellung zunächst auf Mai 2024 verschoben. Am 8. August 2022 gab der Veranstalter, die Messe Freiburg bekannt, dass es keinen Neuauflage der Interbrush geben werde. Der geplante Termin im Jahr 2024 wurde abgesagt.